# Kärntner Fußballcup
Der Cup des Kärntner Fußballverbandes, kurz KFV-Cup genannt, ist einer von neun österreichischen Fußball-Pokalwettbewerben für Amateurmannschaften der Herren auf Verbandsebene, der vom Kärntner Fußballverband ausgerichtet und im K.-o.-System ausgetragen wird.
In Kärnten gab es in den 1920er Jahren zwei Fußballbewerbe, die zu Pokalspiele zählen konnte. Zum einen war das der 10. Oktober-Pokal und den Landespokal. Später, 1943, gab es noch den Wanderpreis des Gauleiters. Der Landespokal wurde in den 1960er eingestellt. Den Cup in der heutigen Form führte man erst 2007 wieder ein. Er trägt den Namen Kärntner Fußballcup und ist ein Qualifikationsbewerb für den ÖFB-Cup. In der Saison 2016/17 konnte der SK Austria Klagenfurt den Titel gewinnen.

## Geschichte
10. Oktober-Pokal
| Saison            | Pokal-Sieger                            | Finalist              | Resultat          |                   |
| 10. Oktober-Pokal | 10. Oktober-Pokal                       | 10. Oktober-Pokal     | 10. Oktober-Pokal |                   |
| ----------------- | --------------------------------------- | --------------------- | ----------------- | ----------------- |
| 1921/22           | Villacher SV                            | keine Information     | keine Information | keine Information |
| 1922/23           | Klagenfurter AC                         | keine Information     | keine Information | keine Information |
| 1923/24           | Klagenfurter AC                         | keine Information     | keine Information | keine Information |
| 1924 – 1926       | kein Bewerb                             | kein Bewerb           | kein Bewerb       |                   |
| 1926/27           | SK Austria Klagenfurt                   | keine Information     | keine Information | keine Information |
| 1927/28           | Klagenfurter AC                         | keine Information     | keine Information | keine Information |
| 1928/29           | kein Bewerb                             | kein Bewerb           | kein Bewerb       |                   |
| 1929/30           | SK Austria Klagenfurt                   | keine Information     | keine Information | keine Information |
| 1930/31           | SK Austria Klagenfurt                   | keine Information     | keine Information | keine Information |
| 1931/32           | SK Austria Klagenfurt                   | keine Information     | keine Information | keine Information |
| 1932/33           | kein Bewerb                             | kein Bewerb           | kein Bewerb       |                   |
| 1933/34           | SK Austria Klagenfurt                   | Villacher SV          | 5:1               |                   |
| 1934/35           | SK Austria Klagenfurt                   | Klagenfurter AC       | 5:0 u. 4:3        |                   |
| 1935/36           | Klagenfurter AC                         | SK Austria Klagenfurt | 1:0               |                   |
| 1936 – 1939       | kein Bewerb                             | kein Bewerb           | kein Bewerb       |                   |
| 1939/40           | Villacher SV                            | keine Information     | keine Information | keine Information |
| 1940/41           | LSV Klagenfurt                          | keine Information     | keine Information | keine Information |
| 1941/42           | SPG Klagenfurter AC/SK Rapid Klagenfurt | keine Information     | keine Information | keine Information |

Der Villacher SV konnte die erste Austragung des 10. Oktober-Pokal, benannt nach der Volksabstimmung 1920 in Kärnten für sich entscheiden. Die nächsten zwei Turniere konnte der Klagenfurter AC das Turnier gewinnen, bevor der Pokal drei Jahre lang nicht ausgetragen wurde. 1927 konnte der SK Austria Klagenfurt das Turnier zum ersten Mal gewinnen. Klagenfurter AC trug sich ein weiteres Mal in die Siegerliste ein, bevor das Turnier wieder ein Jahr pausierte. Nach der Pause startete der SK Austria Klagenfurt eine Siegesserie, insgesamt konnte man den Pokal fünf Mal in Folge in die Höhe stemmen. Bevor der Zweite Weltkrieg eine dreijährige Pause einforderte, siegte der Klagenfurter AC. Nach dem Krieg trugen drei verschiedene Gewinner in die Siegerliste ein, bevor der 10. Oktober-Pokal eingestellt wurde: Villacher SV, Luftwaffen-Sportvereinigung Klagenfurt und die Spielgemeinschaft Klagenfurter AC/SK Rapid Klagenfurt.
Wanderpreis des Gauleiters
| Saison                     | Pokal-Sieger                            | Finalist                   | Resultat                   |                   |
| Wanderpreis des Gauleiters | Wanderpreis des Gauleiters              | Wanderpreis des Gauleiters | Wanderpreis des Gauleiters |                   |
| -------------------------- | --------------------------------------- | -------------------------- | -------------------------- | ----------------- |
| 1942/43                    | SPG Klagenfurter AC/SK Rapid Klagenfurt | keine Information          | keine Information          | keine Information |

Die erste und einzige Veranstaltung des Wanderpreises des Gauleiters entschied die Spielgemeinschaft Klagenfurter AC/SK Rapid Klagenfurt.
Der Landespokal
| Saison      | Pokal-Sieger                 | Finalist              | Resultat             |                   |
| Landespokal | Landespokal                  | Landespokal           | Landespokal          |                   |
| ----------- | ---------------------------- | --------------------- | -------------------- | ----------------- |
| 1922/23     | Kaufmännischer SK Klagenfurt | keine Information     | keine Information    | keine Information |
| 1923/24     | Klagenfurter SV              | Villacher SV          | 3:2                  |                   |
| 1924/25     | Klagenfurter AC              | keine Information     | keine Information    | keine Information |
| 1925/26     | Klagenfurter AC              | keine Information     | keine Information    | keine Information |
| 1926/27     | SK Austria Klagenfurt        | keine Information     | keine Information    | keine Information |
| 1927/28     | SK Austria Klagenfurt        | keine Information     | keine Information    | keine Information |
| 1928/29     | SK Austria Klagenfurt        | keine Information     | keine Information    | keine Information |
| 1929/30     | SK Austria Klagenfurt        | keine Information     | keine Information    | keine Information |
| 1930/31     | SK Austria Klagenfurt        | keine Information     | keine Information    | keine Information |
| 1931/32     | SK Austria Klagenfurt        | keine Information     | keine Information    | keine Information |
| 1932/33     | SK Austria Klagenfurt        | keine Information     | keine Information    | keine Information |
| 1933/34     | SK Austria Klagenfurt        | keine Information     | keine Information    | keine Information |
| 1934/35     | SK Austria Klagenfurt        | keine Information     | keine Information    | keine Information |
| 1935/36     | Klagenfurter AC              | keine Information     | keine Information    | keine Information |
| 1936/37     | SK Austria Klagenfurt        | keine Information     | keine Information    | keine Information |
| 1937 – 1945 | kein Bewerb                  | kein Bewerb           | kein Bewerb          |                   |
| 1945/46     | Villacher SV                 | keine Information     | keine Information    | keine Information |
| 1946/47     | Villacher SV                 | SK Austria Klagenfurt | 5:0                  |                   |
| 1947/48     | Villacher SV                 | ESV Villach           | 3:1                  |                   |
| 1948/49     | ASK Klagenfurt               | PSV Klagenfurt        | 3:0                  |                   |
| 1949 – 1957 | kein Bewerb                  | kein Bewerb           | kein Bewerb          |                   |
| 1957/58     | ??? – ASK Klagenfurt         | ??? – ASK Klagenfurt  | ??? – ASK Klagenfurt |                   |
| 1958 – 1962 | kein Bewerb                  | kein Bewerb           | kein Bewerb          |                   |
| 1962/63     | ASK Klagenfurt               | keine Information     | keine Information    | keine Information |

Der Länderpokal wurde zum ersten Mal 1923, ein Jahr später als der 10. Oktober-Pokal, veranstaltet und es gewann der Kaufmännische SK Klagenfurt, der Vorgängerverein von SK Austria Klagenfurt. Im nächsten Jahr siegte der Klagenfurter SV. Die beiden nächsten Jahre entschied der Klagenfurter AC das Turnier für sich. Wie beim 10. Oktober-Pokal konnte der SK Austria Klagenfurt eine Erfolgsserie von 10 Siegen in elf Jahren erzielen und war damit die erfolgreichste Mannschaft in diesen Jahren. Nur Klagenfurter AC schnappte den Sieg 1936 den Austrianern weg, bevor der Zweite Weltkrieg Tribut forderte und auch dieses Turnier eine Zwangspause von acht Jahren machte.
Im Rahmen des Bundesländer-Cups wurde der Wettbewerb nach Kriegsende 1946 wieder eingeführt. Nachdem dieser jedoch im Zuge der Staatsliga-Reform abgeschafft wurde, entschied der KFV 1949 seinen Cupwettbewerb ebenso auf unbestimmte Zeit einzustellen. In dieser Zeit siegte der Villacher drei Mal, 1948 gewann der ASK Klagenfurt den Pokal. 1958 und 1963 wurde ein Pokalbewerb ausgetragen, in denen der ASK Klagenfurt 1963 als Gewinner vom Platz ging.
Wiedereinführung in den 2000er Jahren
| Saison                 | Pokal-Sieger                                      | Finalist                                          | Resultat                                          |
| Kärnten Cup            | Kärnten Cup                                       | Kärnten Cup                                       | Kärnten Cup                                       |
| ---------------------- | ------------------------------------------------- | ------------------------------------------------- | ------------------------------------------------- |
| 2007/08                | FC Lendorf                                        | SC St. Stefan/Lavanttal                           | 1:0                                               |
| KFV-Cup                |                                                   |                                                   |                                                   |
| 2008/09                | FC Lendorf                                        | ATSV Wolfsberg                                    | A 1:1, H 3:2                                      |
| Villacher Bier/KFV-Cup |                                                   |                                                   |                                                   |
| 2009/10                | Villacher SV                                      | SG Oberes Drautal                                 | 3:0 u. 3:3                                        |
| 2010/11                | Villacher SV                                      | FC Lendorf                                        | 2:1 u. 2:0                                        |
| 2011/12                | SV Spittal/Drau                                   | SV Kraig                                          | 6:0 u. 3:2                                        |
| 2012/13                | Villacher SV                                      | SC St. Veit/Glan                                  | 1:1 u. 3:0                                        |
| 2013/14                | SK Austria Klagenfurt                             | FC Lendorf                                        | 2:0 u. 1:2                                        |
| 2014/15                | FC Lendorf                                        | SAK Klagenfurt                                    | 1:1 u. 1:1, 5:4 i. E.                             |
| 2015/16                | SK Treibach                                       | SV St. Jakob/Rosental                             | 5:0 u. 5:2                                        |
| 2016/17                | SK Austria Klagenfurt                             | FC Lendorf                                        | 2:0 u. 4:1                                        |
| 2017/18                | SAK Klagenfurt                                    | SVG Bleiburg                                      | 2:0 u. 2:0                                        |
| 2018/19                | ATSV Wolfsberg                                    | FC Lendorf                                        | 1:0 u. 3:0                                        |
| 2019/20                | wegen COVID-19-Pandemie in Österreich abgebrochen | wegen COVID-19-Pandemie in Österreich abgebrochen | wegen COVID-19-Pandemie in Österreich abgebrochen |
| 2020/21                | wegen COVID-19-Pandemie in Österreich abgebrochen | wegen COVID-19-Pandemie in Österreich abgebrochen | wegen COVID-19-Pandemie in Österreich abgebrochen |
| 2021/22                | ASKÖ Köttmannsdorf                                | ASKÖ Gmünd                                        | 1:2 u. 3:2                                        |
| 2022/23                | SAK Klagenfurt                                    | SV Dellach/Gail                                   | 2:2 u. 3:1                                        |
| 2023/24                | ASKÖ Köttmannsdorf                                | TSV Grafenstein                                   | 2:0                                               |
| 2024/25                | FC Lendorf                                        | ATUS Ferlach                                      | 1:2 u. 2:1, 4:2 i. E.                             |

Der Kärntner Fußballverband führte als einer der letzten Bundeslandverbände einen Amateurcup auf Landesebene im Sommer 2006 unter dem Namen KFV-Pokal ein. Das erste Turnier gewann der Wolfsberger AC/St. Andrä. Die nächsten beiden Jahre der FC Lendorf und wiederum zweimal in Folge der Villacher SV.

Als bester „Cupfighter“ hat sich der FC Lendorf mit Siegen 2007/08 (1:0 bei A Klagenfurt in St. Stefan/Lav.), 2008/09 (A 1:1 und H 3:2 gg. ATSV Wolfsberg) und 2014/15 (1:1 A und 1:1 H, Elfer 5:4 gegen den SAK Klagenfurt) sowie Finale 2010/11 (H 1:2 und A 0:2 gegen den VSV), 2013/14 (mit 0:2 H und 1:2 A bei A Klagenfurt) und 2016/17 (mit 0:2 H und 1:4 A gg. A Klagenfurt) hervorgetan. Der Villacher SV gewann 2009/10 (A 3:3, H 3:0 gegen die SG Drautal), 2010/11 (A 2:1 und H 2:0 gg. Lendorf) und 2012/13 (1:1 A und 3:0 H gg. FC St. Veit). Zwei Siege gab es für Austria Klagenfurt 2013/14 (mit 2:0 H und 2:1 A gg. Lendorf) und 2016/17 (mit 2:0 A und 4:1 H wiederum gg. Lendorf). Je einmal siegten WAC/St. Andrä (2006/07 gg. den FC St. Veit mit 4:1), Spittal (2011/12 mit 3:2 A und 6:0 H gg. Kraig) und Treibach (2015/16 mit 5:2 A und 5:0 H gg. St. Jakob/Ros.).

Sensation waren das Vordringen des SV Kraig (Unterliga Ost) ins Finale 2011/12 (H 2:3 und A 0:6 gg. Spittal) und des SV St. Jakob/Ros. (auch Unterliga Ost) 2015/16 (2:5 H und 0:5 A gg. Treibach), des UL-Klubs SV Penk 2007/08 ins Halbfinale (H 2:3 gg. Austria Klagenfurt), des 1. Klasse-Klubs FC Sillian-Heinfels ins Halbfinale 2012/13 (1:6 beim FC St. Veit), auch des Unterliga-West-Klubs SV Seeboden ins Halbfinale 2014/15 (1:2 gg. SAK Klagenfurt) sowie der beiden Unterliga-Klubs Sirnitz (1:2 gg. A Klagenfurt) und Landskron (1:3 gg. Lendorf) ins Halbfinale 2016/17.
2017/18 schied der erfolgreiche Cupfighter FC Lendorf frühzeitig aus (in der 2. Runde am 8. August mit einem 1:2 beim Lokalrivalen Spittal/Drau). Der SAK Klagenfurt kam zum zweiten Mal ins Endspiel, sein Gegner SVG Bleiburg überhaupt zum ersten Mal. Die Klagenfurter konnten sowohl das Heim- als auch das Retourspiel mit 2:0 für sich entscheiden (8./22. Mai).
Sowohl in der Saison 2019/20 als auch 2020/21 musste der Bewerb wegen der COVID-19-Pandemie in Österreich jeweils zu den Achtelfinalspielen abgebrochen werden.
In der Saison 2021/22 ging es weiter und ASKÖ Köttmannsdorf holte sich den Pokal.
Die Finalisten der Saison 2022/23 sind der SAK Klagenfurt und der SV Dellach/Gail, der nach dem Meistertitel in der Kärntner Liga 2021/22 nun auch erstmals im Finale des KFV-Cups steht.

## Bezeichnung (Sponsor)
Der Landespokal hat folgende Bezeichnungen:
- Landespokal 1922/23–1962/63
- Kärnten Cup 2007/08, 2008/09
- KFV-Cup: seit 2009/10 (dabei gab es auch Sponsornamen, teilweise verbunden mit der „Kleinen Zeitung“ und vor allem mit „Villacher Bier“), wobei die Sieger auch mit einem Fass Bier belohnt werden.
  - KFV-Cup 2009/10
  - Villacher Bier/KFV-Cup seit 2010/11 (Namensgeber: Villacher Brauerei)

## Spielmodus, Teilnehmer und Auslosung
Der KFV-Cup wird im K.-o.-System ausgetragen und es gilt Teilnahmepflicht, außerdem werden die Beginnzeiten vom Verband festgelegt, außer die beiden Vereine einigen sich auf eine andere Spielzeit. Alle Runden bis einschließlich Halbfinale werden in einem Spiel entschieden, bis zum Achtelfinale hat jener Verein Heimrecht, der in der tieferstehenden Liga (Klasse) spielt. Sollte jedoch ein Unterschied von 2 Ligen gegeben sein, gilt das Heimrecht bis zum Halbfinale. Wenn beide Vereine in einer Liga spielen, hat der erstgenannte Verein bei der Auslosung Heimrecht, ab dem Achtelfinale wird das Heimrecht gelost. Das Finale wird in einem Hin- und Rückspielt bestritten. Der Sieger des erstgezogenen Halbfinalspieles gilt im Hinspiel als Heimmannschaft, der Sieger des zweitgezogenen Halbfinalspiels als Auswärtsmannschaft. Steht es nach 90 Minuten Unentschieden wird der Sieger sofort (ohne Verlängerung) im Elfmeterschießen ermittelt.

Eine Besonderheit ist darin gegeben, dass fünf Spieler gewechselt werden dürfen. Gelbe Karten, aber auch gelb-rote Karten gelten im Zusammenspiel mit der Meisterschaft gegenseitig nicht (es gibt ein eigenes Verwarnungssystem), demgegenüber trifft dies bei roten Karten nicht zu, so dass ein Spieler eine (nach einer in der Meisterschaft kassierten roten Karte) ausgesprochene Sperre hier (teilweise) tilgen kann. Es galt in den letzten Jahren bereits eine so genannte „Flutlicht-Pflicht“, die nun ohnehin auch in den Meisterschaften grundsätzlich für alle Klassen gilt, wonach ein Antreten bei Flutlicht (unter Berücksichtigung der damit verbundenen Auflagen für den Heimverein) Pflicht ist.

Der Sieger des Bewerbs ist für den Österreichischen Fußballcup qualifiziert; sollte er seine Qualifikation ohnehin aus anderen Gründen fix haben, würde das Recht dem anderen Finalteilnehmer zuerkannt werden. Nicht teilnahmeberechtigt sind Profi-Klubs (Bundesliga, Erste Liga) und auch „Farmteams“ oder 1b-Mannschaften.
- 1. Runde: Vorrunde (Vereine aus der 1. Klasse und 2. Klasse – wobei sich dies aus der Meisterschafts-Endplatzierung des Vorjahres bestimmt – in der 1. Klasse nach Rang 10, in der 2. Klasse nach Rang 5; außerdem kann die Zahl variieren, es müssen für die 1. Hauptrunde 128 Mannschaften feststehen; somit könnte auch einmal ein Klub ein Freilos erhalten)
- 2. Runde: 1. Hauptrunde (alle übrigen Vereine steigen ein)
- 3. Runde: 2. Hauptrunde
- 4. Runde: 3. Hauptrunde
- 5. Runde: Achtelfinale
- 6. Runde: Viertelfinale
- 7. Runde: Halbfinale
- 8. Runde: Finale

## Die Titelträger
10. Oktober-Pokal und Wanderpreis des Gauleiters
6 Pokalsiege
SK Austria Klagenfurt (1927, 1930, 1931, 1932, 1934, 1935)
4 Pokalsiege
Klagenfurter AC (1923, 1924, 1928, 1936)
2 Pokalsiege
SPG Klagenfurter AC/SK Rapid Klagenfurt (1942, 1943)
Villacher SV (1922, 1940)
1 Pokalsieg
LSV Klagenfurt (1941)
Landespokal
13 Pokalsiege
SK Austria Klagenfurt (1923 1, 1927, 1928, 1929, 1930, 1931, 1932, 1933, 1934, 1935, 1937, 2014, 2017)
5 Pokalsiege
Villacher SV (1946, 1947, 2010, 2011, 2013)
4 Pokalsiege
FC Lendorf (2008, 2013, 2015, 2025)
3 Pokalsiege
Klagenfurter AC (1925, 1926, 1936)
2 Pokalsiege
SAK Klagenfurt (2018, 2023)
ASK Klagenfurt (1949, 1963)
1 Pokalsieg
| ASKÖ Köttmannsdorf (2022) ATSV Wolfsberg (2019) SV Spittal/Drau (2012) | SK Treibach (2016) Wolfsberger AC (2007) Klagenfurter SV (1924) |